# Madison Anderson
Pour les articles homonymes, voir Anderson.
Madison Sara Anderson Berríos, née le 10 novembre 1995 à Phoenix en Arizona, est un mannequin portoricain, élue 3e dauphine de Miss Grand International 2016, puis 1re dauphine de Miss Univers 2019.